# Zelotes funereus
Espèce
Synonymes
- Gnaphosa lugubris O. Pickard-Cambridge, 1873 nec C. L. Koch, 1839
- Gnaphosa funerea Dalmas, 1921

Zelotes funereus est une espèce d'araignées aranéomorphes de la famille des Gnaphosidae.

## Distribution
Cette espèce est endémique de l'île de Sainte-Hélène.

## Systématique et taxinomie
Cette espèce a été décrite sous le nom Gnaphosa lugubris par O. Pickard-Cambridge en 1873. Le nom Gnaphosa lugubris O. Pickard-Cambridge, 1873 étant préoccupé par Gnaphosa lugubris C. L. Koch, 1839, il est remplacé par Gnaphosa funerea par Dalmas en 1921. Elle est placée dans le genre Pterochroa par Benoit en 1977, dans le genre Gnaphosa par Murphy en 2007 puis dans le genre Zelotes par Sherwood et al. en 2024.

## Publications originales
- Dalmas, 1921 : « Monographie des araignées de la section des Pterotricha (Aran. Gnaphosidae). » Annales de la Société Entomologique de France, vol. 89, p. 233-328 (texte intégral).
- O. Pickard-Cambridge, 1873 : « On the spiders of St Helena. » Proceedings of the Zoological Society of London, vol. 1873, p. 210-227 (texte intégral).